# Омилитика
Омилитика (грч. ὁμιλητική) је дисциплина теологије, која има за предмет научно истраживање хришћанске проповеди. Проучава њену историју и њен развој од времена Исуса Христа и првих хришћана па све до данас. 
Реч омилија (грч. ὁμιλητική), од које је настао израз омилитика, у свом основном смислу, означава присан пријатељски разговор, чак и одгајање или присан однос и општење учитеља и ученика. У Новом Завету се појављује са истим значењем (1Кор. 15, 33; Лк. 24, 15; ДАп. 20, 11). 
Омилитика је тесно повезана са реториком на тај начин, што хришћанска омилитика користи сеналазиме и теорију реторике и припада јој као грана. Садржина хришћанске проповеди је таква да усклађује облик проповеди, сагласно правилима реторике, и Црквена предања и учење.